# ポリーン
ポリーン（Pauline）は、任天堂が発売したコンピュータゲーム・マリオシリーズに登場する架空の人物。同社の登録商標。初期にはレディ（lady）とも呼ばれていた（後述の#レディとポリーンを参照）。

## 概要
マリオシリーズのヒロインで、任天堂およびマリオシリーズの元祖ヒロインと言える存在。
ドンキーコングに好意や嫉妬を抱かれており、彼とその孫である2代目ドンキーコングに何度となく攫われることになり、毎回のようにマリオに助け出されている。なお、救出された後は全く怒らずドンキーのことを許しているため、心優しい性格描写がされる。『スーパーマリオ オデッセイ』では歌うことが趣味とされ、ポリーンの歌う「Jump Up, Super Star!」は当作の主題歌となっている。
身長はマリオやピーチ姫よりも高い。初期の作品では金髪で、ゲーム画面ではピンクのロングドレスを着ていた。後期作品ではデザインが変更されて黒に近い濃い茶髪になり、赤いワンピースドレスを着て、耳に黄色のイヤリングと左腕にリングを着けている。また、赤い口紅に薄紫色のアイシャドウをしている。『スーパーマリオ オデッセイ』ではさらに頭身が高くなり、普段は赤いレザースーツとロングパンツに紫色の帽子というスタイルになっている。
国籍は不明。ゲームボーイ版『ドンキーコング』まではビッグシティに住んでいた。『マリオvs.ドンキーコング2 ミニミニ大行進!』で再登場を果たしてからは、マリオが経営するマリオ・トイ・カンパニーで働いており、新しいテーマパークが完成した際には開演記念会のスペシャルゲストとして登場している。『スーパーマリオ オデッセイ』ではニュードンク・シティの市長に就任している。
ゲームボーイ版の時点でスーパーゲームボーイ使用時に「HELP!」というボイスサンプリングがあったが、『マリオvs.ドンキーコング 突撃!ミニランド』以降より正式に声優がつけられ、『スーパーマリオ オデッセイ』以後の作品ではケイト・ヒギンズが担当している。
2017年（平成29年）、『スーパーマリオ オデッセイ』にてスーパーマリオシリーズに初登場したのを皮切りに『マリオテニスエース』では初めてプレイヤーキャラクターとして登場し、『マリオカート ツアー』『マリオゴルフ スーパーラッシュ』にも同じくプレイヤーキャラクターとして登場を果たすなど、マリオシリーズにおける活躍の場が年々増えてきている。
2025年発売の『ドンキーコング バナンザ』では2代目ドンキーコングのパートナーとして行動を共にする主役級のキャラクターとして登場している。今までの大人の姿と異なり、本作では少女の姿をしている。

## 歴史
ドンキーコング（1981年）
ヒロインとして初登場。ゲーム内では各ステージにバッグ、帽子、傘を落としていく（ファミリーコンピュータ版では、帽子は登場せず）。
名前の変遷に関しては#レディとポリーンを参照。
ピンボール（1984年）
ボーナスステージにて、マリオに助けられる役として登場している。
ファミリーベーシック（1984年）
マリオなどと共にゲームプログラムに使用できるスプライトデータを収録。この作品では紺色の髪である。
ドンキーコング (ゲームボーイ)（1994年）
この作品以降、日本でもポリーンという名前が正式に使用されるようになった。本作でキャラクターデザインが一新され、以降の作品でも本作をベースとしたものが継承されている。攻略本『任天堂公式ガイドブック ドンキーコング』のインタビューでは、本作は『スーパーマリオブラザーズ』よりも前の話であり、ポリーンは昔の彼女とされている。本作の最後に登場するドンキーコングの故郷近辺にキノコ王国があるらしく、同インタビューにて、マリオがその後ピーチに出会って気が移り、ポリーンがふられてしまったのではないかと、プロデューサーの宮本茂とディレクターの亀山雅之が冗談交じりに答えている。
ゲームボーイギャラリー2（1997年）
『ドンキーコング』がリメイクされているが、同作に収録された「いまモード」（現代アレンジ版）ではヒロイン役は彼女ではなくピーチに交替している。
マリオvs.ドンキーコング2 ミニミニ大行進!（2007年）
2代目ドンキーコングに惚れられ勘違いで攫われてしまう。本作ではマリオの友人とされている。
その後は続編『マリオvs.ドンキーコング ミニミニ再行進!』（2009年）、『マリオvs.ドンキーコング 突撃!ミニランド』（2010年）、『マリオ AND ドンキーコング ミニミニカーニバル』（2013年）、『マリオvs.ドンキーコング みんなでミニランド』（2015年）と続けてレギュラーで登場するようになる。
すれちがいMii広場（2013年）
「ピースあつめの旅」で2013年6月18日に配信されたパネル「ヒロイン」の中に、任天堂を代表するヒロインのひとりとして登場した。
大乱闘スマッシュブラザーズ for Nintendo 3DS / Wii U（2014年）
鑑賞用の「フィギュア」として登場。Wii Uでは、代表作としてアーケード版『ドンキーコング』と『マリオvs.ドンキーコング2 ミニミニ大行進!』が挙げられている。
スーパーマリオ オデッセイ（2017年）
スーパーマリオシリーズでは初登場。都市の国「ニュードンク・シティ」の市長に就任している。街で行われるフェスティバルではバンドを従え、主題歌の「Jump Up, Super Star!」を歌う。本作以降、スポーツやパーティゲームにも登場するようになる。
大乱闘スマッシュブラザーズ SPECIAL（2018年）
ステージ「ニュードンク市庁舎」の背景に登場。「Jump Up, Super Star!」を歌っている。スピリットも登場している。
マリオテニス エース（2019年）
2019年3月に追加キャラクターとして登場。初のプレイアブル参戦。本作以後、ポリーンを象徴するエンブレムとして、ハート型のキスマークのロゴが作られた。服装はサンバイザーに赤いワンピース調のテニスウェア。スピードタイプ。スペシャルショットでは「Jump Up, Super Star!」を歌ってショットを放つ。
マリオカート ツアー（2019年）
マリオカートシリーズ初登場。併せて、黄色のハイヤータイプのカートも追加された。
マリオゴルフ スーパーラッシュ（2021年）
マリオゴルフシリーズ初参戦。テクニカルタイプ。服装は赤いハンチング帽に、ノースリーブの赤い服、黒いロングパンツといったスタイル。「ニュードンク・シティ」もゴルフ場の舞台になっている。スペシャルショットでは「Jump Up, Super Star!」を歌ってショットを放つ。
マリオストライカーズ バトルリーグ（2022年）
2022年9月22日配信の更新データ（Ver. 1.2.0）より追加された。マリオストライカーズシリーズ初参戦。主にヘルメットに、ハーフパンツというスタイル。
ザ・スーパーマリオブラザーズ・ムービー（2023年）
ブルックリンで洪水が起きた際に、中継映像にて登場する。
マリオカート8 デラックス（2023年）
追加コンテンツである2023年配信のコース追加パス第6弾で登場。ロゼッタ同様、女性で数少ない重量級となっている。
スーパー マリオパーティ ジャンボリー（2024年）
マリオパーティシリーズに初登場。プレイアブルキャラクターとして参戦。
マリオカート ワールド (2025年)
初期キャラクターとして登場。前作と同じく、ロゼッタと同等の性能となっている。
ドンキーコング バナンザ (2025年)
子供の姿のポリーンがドンキーコングと二人で広大な地下世界のステージを探索する。

## レディとポリーン
アーケード版『ドンキーコング』発売当時はドンキーコング以外のキャラクターに名前が無く、ヒロインもレディ（欧米版では "lady"）と一般名詞表記だった。日本では1983年発売のファミコン版『ドンキーコング』にて、主人公に『ドンキーコングJR.』より付けられたマリオの名前が反映されたが、ヒロインはそのままレディの名が引き続き使用された。しかし、イギリスの雑誌に掲載されたゲーム&ウオッチ版の広告にてLouise（ルイーズ）、アメリカのアニメ番組『Saturday Supercade』にてPauline（ポリーン）という個人名がヒロインに付けられ、後にポリーンの名が1986年発売の欧米のNES版で採用されて正式名称となる。ポリーンの名前を付けたのはマリオと同じくNintendo of America (NOA) の社員であり、NOAのスタッフのドン・ジェームズの妻であるポリー (Polly) を基にした名前である。ただし日本での正式名はこの頃はまだ固定されておらず、依然「レディ」と呼ばれていた。上記の経緯から、国内と海外で名称が異なる期間が存在した（1986年 - 1994年の9年間）。
日本では1994年にゲームボーイ版『ドンキーコング』が発売された際に初めてポリーンの名前が正式採用された。それまではレディと呼ばれていた上、GB版以降のポリーンは過去作から外見がリニューアルされていたため、一部のメディアではレディとポリーンを別人として扱っている場合がある。しかし、攻略本『任天堂公式ガイドブック ドンキーコング』のインタビューのページにて「当時、日本ではレディと呼ばれていたヒロインの名前が、日本国外ではポリーンと呼ばれている」と書かれているほか、『大乱闘スマッシュブラザーズ for Nintendo 3DS / Wii U』のポリーンのフィギュアにおいて、代表作として「レディ」が正式名称の作品が挙げられていたり、「名前がレディ? ポリーンじゃなくて? はい、ポリーンという名はゲームボーイ版から」という説明文がある。さらに、ニンテンドー3DS用ソフト『バッジとれ〜るセンター』で案内役を務めるキャラクター「バイト」が、本来「レディ」と呼ぶべき『ドンキーコング』のヒロインの名前を「ポリーン」と紹介している。
したがって日本においての現行の公式設定では、レディとポリーンは同一人物として扱われており、GB版『ドンキーコング』以前の作品と作中の過去作（『ファミコンリミックス』など）での正式な名前は「レディ」で、それ以降に発売された作品においての正式な名前は「ポリーン」ということになっている。

## 登場作品
- ドンキーコング
- ピンボール
- ドンキーコング（ゲームボーイ版）
- マリオvs.ドンキーコングシリーズ
  - マリオvs.ドンキーコング ミニミニ再行進!
  - マリオvs.ドンキーコング2 ミニミニ大行進!
  - マリオvs.ドンキーコング 突撃!ミニランド
  - マリオ AND ドンキーコング ミニミニカーニバル
  - マリオvs.ドンキーコング みんなでミニランド
- マリオテニス エース
- マリオゴルフ スーパーラッシュ
- マリオストライカーズ バトルリーグ
- スーパー マリオパーティ ジャンボリー
- マリオカートシリーズ
  - マリオカート ツアー
  - マリオカート8 デラックス
  - マリオカート ワールド
- スーパーマリオ オデッセイ
- ドンキーコング バナンザ

### 上記タイトルのいずれかが収録されている作品
- ゲームボーイギャラリーシリーズ
  - ゲームボーイギャラリー2[17]
  - ゲームボーイギャラリー4[17][18]
- ドンキーコング64
- どうぶつの森
- メイド イン ワリオ
- あつまれ!!メイド イン ワリオ
- まわるメイドインワリオ
- どうぶつの森+
- どうぶつの森e+
- GAME & WATCH COLLECTION
- 大乱闘スマッシュブラザーズX
- ファミコンリミックス
- メイド イン ワリオ ゴージャス

### カメオ出演
- ファミリーベーシック
- さわるメイドインワリオ
- テトリスDS
- すれちがいMii広場
- Nintendo Land
- 大乱闘スマッシュブラザーズ for Nintendo 3DS / Wii U
- バッジとれ〜るセンター
- Super Mario Run
- 進め! キノピオ隊長（Nintendo Switch版とニンテンドー3DS版のみ）
- 大乱闘スマッシュブラザーズ SPECIAL

## 担当キャスト
英語音声
- ジュディ・ストレンジ（アニメ『Saturday Supercade』）
- ケイト・ヒギンズ（ゲーム『スーパーマリオ オデッセイ』から『マリオカート ワールド』までのゲーム作品）
- ジェニー・キッド（ゲーム『ドンキーコング バナンザ』）

日本語音声
- イブ優里安（ゲーム『ドンキーコング バナンザ』）

『ドンキーコング バナンザ』では言語設定に合わせて複数名の声優から声を選択できる（劇中で流れる歌は全て英語音声のジェニー・キッドのもの）。